# Nelson Cuevas
Nelson Rafael Cuevas Amarilla, Spitzname Pipino, (* 10. Januar 1980 in Asunción) ist ein ehemaliger paraguayischer Fußballspieler. Der Stürmer nahm mit der paraguayischen Fußballnationalmannschaft an den Fußball-Weltmeisterschaften 2002 und 2006 teil und ist der Spieler seines Landes mit den meisten Toren bei WM-Endrunden.
Auf Vereinsebene spielte er bei 16 Vereinen auf vier Kontinenten und wurde in Argentinien, Mexiko, Paraguay und Chile Meister.

## Karriere

### Verein
Cuevas spielte zunächst beim paraguayischen Erstligisten Club Sport Colombia und beim Zweitligisten CA Tembetary, ehe er entdeckt wurde und als Achtzehnjähriger nach Argentinien zu River Plate wechselte. Hier blieb er bis 2004, unterbrochen von einem Kurzaufenthalt in der VR China bei Shanghai International im Jahr 2003. Mit River Plate wurde er viermal argentinischer Meister. Im Frühjahr 2005 wechselte er zum Club América nach Mexiko, wurde aber zunächst für zwei Jahre an den Ligarivalen CF Pachuca verliehen, mit dem er den Meistertitel der Clausura 2006 gewann. Bei Pachuca hatte der Stürmer 2005/06 mit 15 Toren in 33 Ligaspielen der Apertura und Clausura zudem seine persönlich erfolgreichste Saison. Im Sommer 2006 endete das Leihgeschäft und er spielte anschließend für den Club América, wo er in der gesamten folgenden Saison torlos blieb. 2008 lief er für den Club Libertad aus Asunción und den brasilianischen FC Santos auf, 2009 für den CF Universidad de Chile aus der chilenischen Hauptstadt Santiago und den Club Olimpia aus Asunción. Im Sommer 2009 absolvierte er zudem in einer Phase der Vereinslosigkeit ein Probetraining beim Bundesligisten Hannover 96 und kam auch im Testspiel gegen Arsenal London zum Einsatz. Eine Verpflichtung kam jedoch ebenso wenig zustande wie zwei Jahre zuvor nach einem Probetraining beim 1. FC Nürnberg. In der Saison 2010/11 spielte er für den spanischen Zweitligisten Albacete Balompié und den mexikanischen Club Puebla. Ab 2011 stand er jeweils für kurze Zeit bei den drei paraguayischen Erstligisten Club Cerro Porteño, Sportivo Luqueño und Sportivo Carapeguá unter Vertrag, bevor er 2012 seine Karriere beendete.

### Nationalmannschaft
Cuevas stand 1999 in der U-20-Auswahl Paraguays bei der Junioren-WM-Endrunde, bei der Paraguay trotz einer 0:4-Niederlage gegen Deutschland das Achtelfinale erreichte, während die deutsche Mannschaft in der Vorrunde ausschied.
Bei der Copa América 1999 debütierte Cuevas für die A-Nationalmannschaft seines Landes. Er nahm anschließend sowohl an der Weltmeisterschaft 2002, als auch an der Weltmeisterschaft 2006 in Deutschland teil. Obwohl er nur in vier Spielen jeweils als Einwechselspieler zum Einsatz kam, erzielte er in insgesamt 84 Minuten auf dem Platz drei WM-Tore und ist damit Paraguays erfolgreichster Torschütze bei Weltmeisterschaften. Beim Turnier 2002 gelangen ihm zwei Tore gegen Slowenien, die das Weiterkommen aufgrund des besseren Torverhältnisses gegenüber Südafrika bedeuteten. 2006 traf er nach Vorlage von Roque Santa Cruz zum 2:0 gegen Trinidad und Tobago. Seine Mannschaft scheiterte 2002 im Achtelfinale am späteren Finalisten Deutschland und schied 2006 in der Vorrunde nach Niederlagen gegen England und Schweden aus. 2007 nahm er zum zweiten Mal an einer Copa América teil. Nach dem Turnier kam er nicht mehr zum Einsatz. Cuevas absolvierte insgesamt 41 Länderspiele für Paraguay, in denen er sechs Tore erzielte.

## Erfolge
- Argentinischer Meister: 1999 (Apertura), 2000 (Clausura), 2002 (Clausura), 2004 (Clausura)
- Mexikanischer Meister: 2006 (Clausura)
- Paraguayischer Meister: 2008 (Apertura)
- Chilenischer Meister: 2009 (Apertura)